# باگادو
باگادو (انگلیسی: Bagadó) یک منطقه مسکونی در کشور کلمبیا است.